# 山内映美莉
山内 映美莉（やまうち えみり、1991年3月28日 - ）は、東京都出身の日本のアイドル・女優。

## 来歴
- 2006年、オーディション情報誌『月刊デ・ビュー』（オリコン・エンタテインメント刊）の「冬の特別オーディション」企画に掲載されていたタレント募集の中から現事務所に応募し、以来所属している。
- 2007年に、「マザー牧場2007イメージガール」として本格的デビューを果たす。

## 人物
- 趣味は、歩くこと、電子辞書をひくこと。
- 特技は、10年間継続中のピアノ。
- 元イトーカンパニージュニア所属。

## 出演

### CM
- キヤノン株式会社　DC技術「みんないい顔」篇（2007年）
- ベネッセコーポレーション「進研ゼミ 高校講座」（2008年）

### ドラマ
- 第6回テレビ朝日21世紀新人シナリオ大賞ドラマ「彼女との正しい遊び方」（2007年3月、テレビ朝日） - 田崎美佳 役
- 「ヤスコとケンジ」（2008年7月 - 9月、日本テレビ） - ゆりこ 役

### 舞台
- STAR Chart Project#1「TDL≒USJ」下北沢駅前劇場（2008年）

### TV
- ORICON STYLE WEB TV「RANKINGパラダイス」（2007年10月 - 2008年3月）

### ショートムービー
- 「TDS　たとえば、どこでもない、空の下で。」（2008年3月26日発売）